# Rhabdodontomorpha
Rhabdodontomorpha (лат.) — клада базальных динозавров-игуанодонтов. Группа была названа в 2016 году в контексте описания испанских находок ранних представителей рабдодонтид (Rhabdodontidae). Кладистический анализ показал, что муттабурразавр (Muttaburrasaurus) является сестринским таксоном Rhabdodontidae sensu Weishampel. На основе этого Paul-Emile Dieudonné, Thierry Tortosa, Fidel Torcida Fernández-Baldor, José Ignacio Canudo и Ignacio Díaz-Martínez определили Rhabdodontomorpha как узловую кладу: группа включает последнего общего предка Rhabdodon priscus (Matheron, 1869) и Muttaburrasaurus langdoni (Bartholomai и Molnar, 1981) и всех их потомков. В кладу также включены Zalmoxes и Mochlodon. Клада характеризуется следующими синапоморфиями:
- Контур дорсального края подвздошной кости при виде сверху сигмовидный, при этом поствертлужный отросток отклонён медиально, а предвертлужный отросток отклонён латерально.
- Дорсальный край подвздошной кости медиолатерально шире и вздут над седалищной ножкой спереди (как у Muttaburrasaurus) или на всём протяжении над постацетабулярным отростком (как у Zalmoxes spp.).
- Наличие слабого дорсально выпуклого гребня на вентромедиальной стороне их постацетабулярного отростка.
- Седалищная ножка подвздошной кости двояковыпуклая и уникально длинная в передне-заднем направлении.
- Вертлужная впадина расположена заметно низко.

Группа включает мелких и крупных растительноядных животных из Европы и Гондваны. От других игуанодонтов Rhabdodontomorpha должны были отделиться в средний юрский период. В 2020 году в кладу был включён австралийский игуанодонт Fostoria. Iani, описанный в 2023 году, считается переходной формой между тенонтозавром (Tenontosaurus) и рабдодонтидами.